# شواء
الشواء طريقة لطهي الطعام تعتمد على تسخين الطعام عبر تعريضة للنار مباشرة من الأعلى أو من الأسفل وغالبا ما يستخدم لذلك مشواة تعمل بالفحم أو مشواة تعمل بالغاز. تعرض الطعام للنار مباشر يعرضها لحرارة عالية تتجاوز الـ 260 درجة مئوية. يتميز شواء اللحم بطعم مميز نتيجة تفاعل كيميائي يسمى تفاعل ميلارد ويحدث هذا التفاعل حينما تتجاوز حرارة الطعام الـ 155 درجة مئوية.

## معرض صور

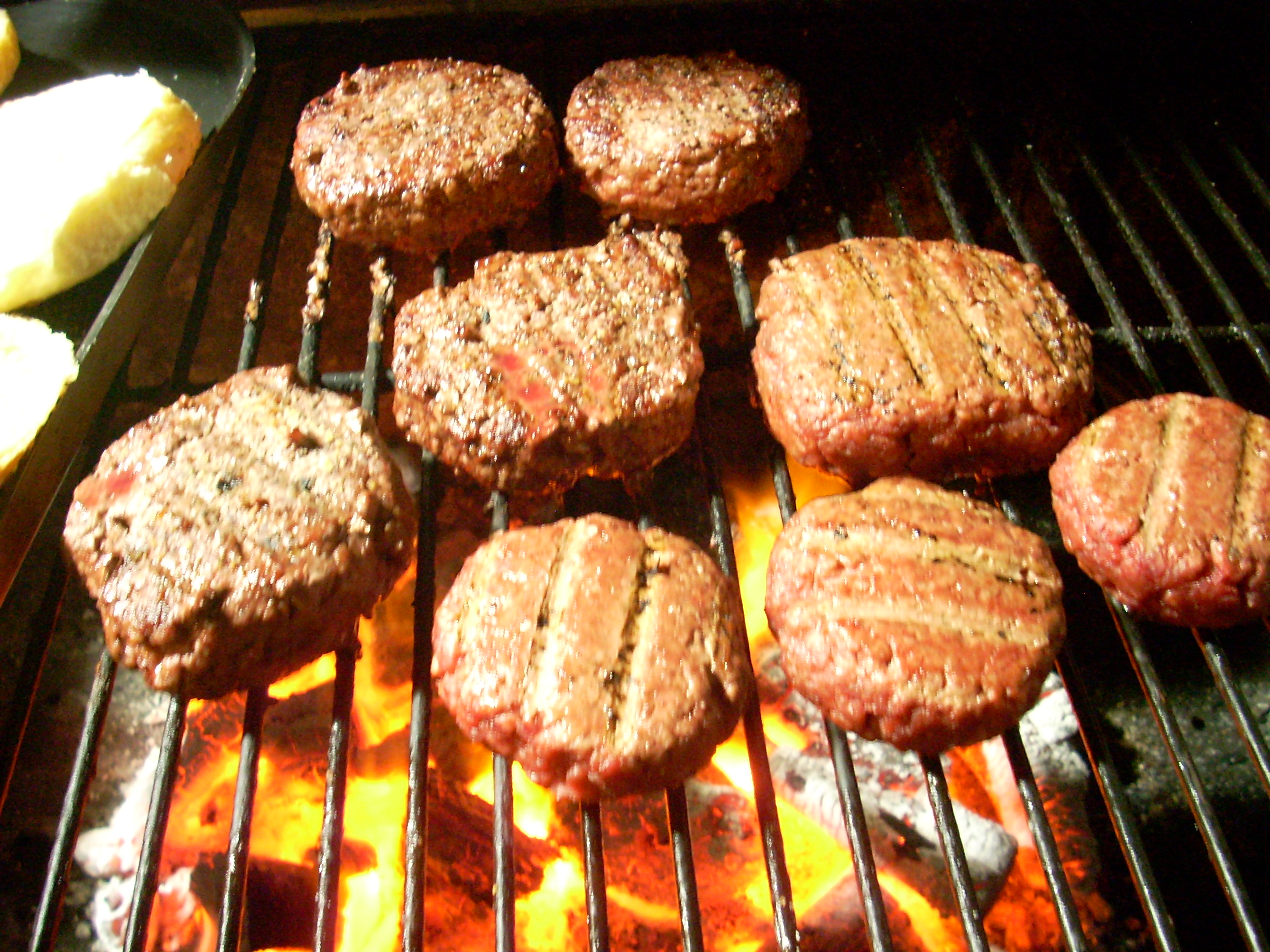
شواء لحم
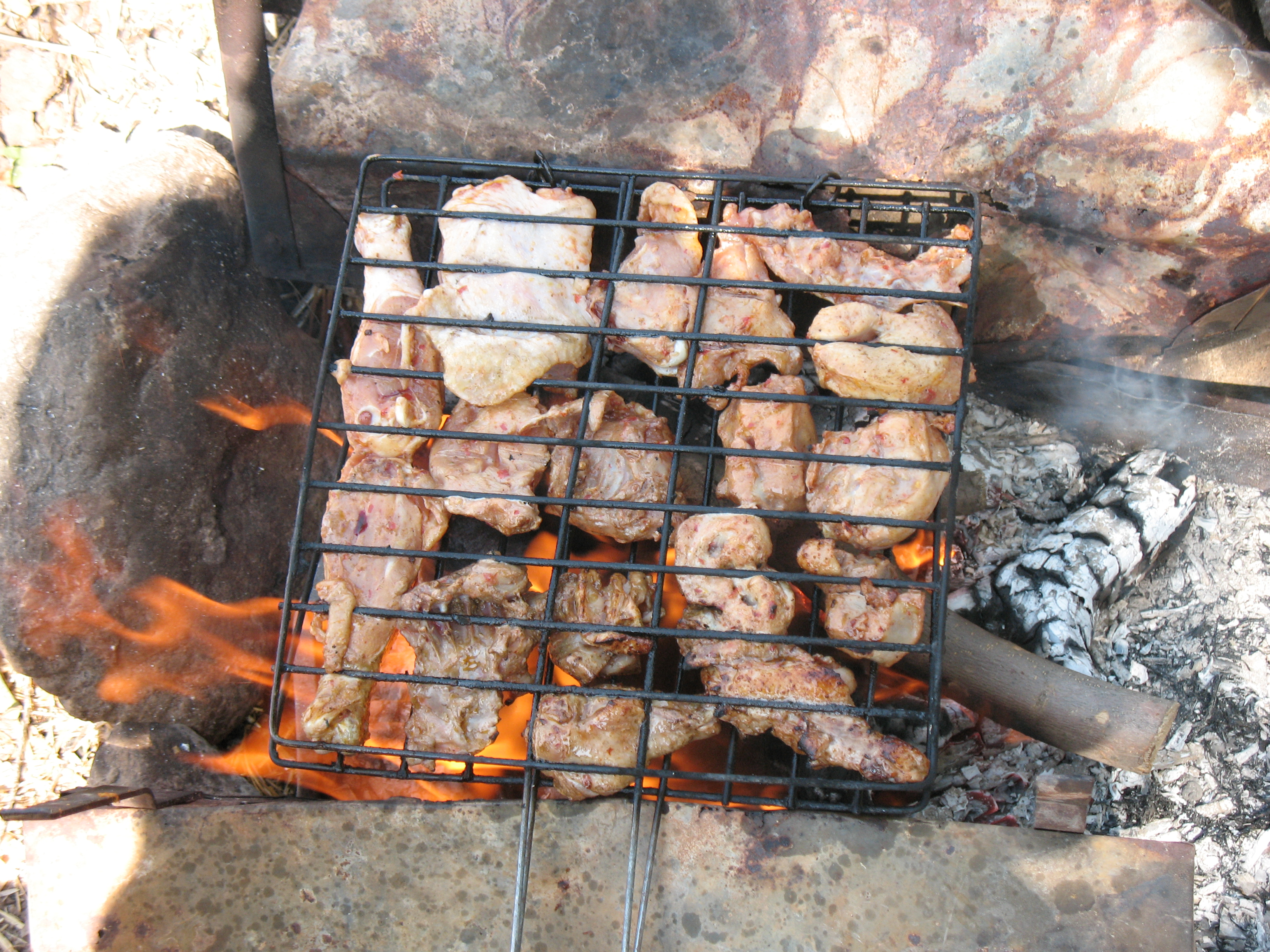
شواء دجاج
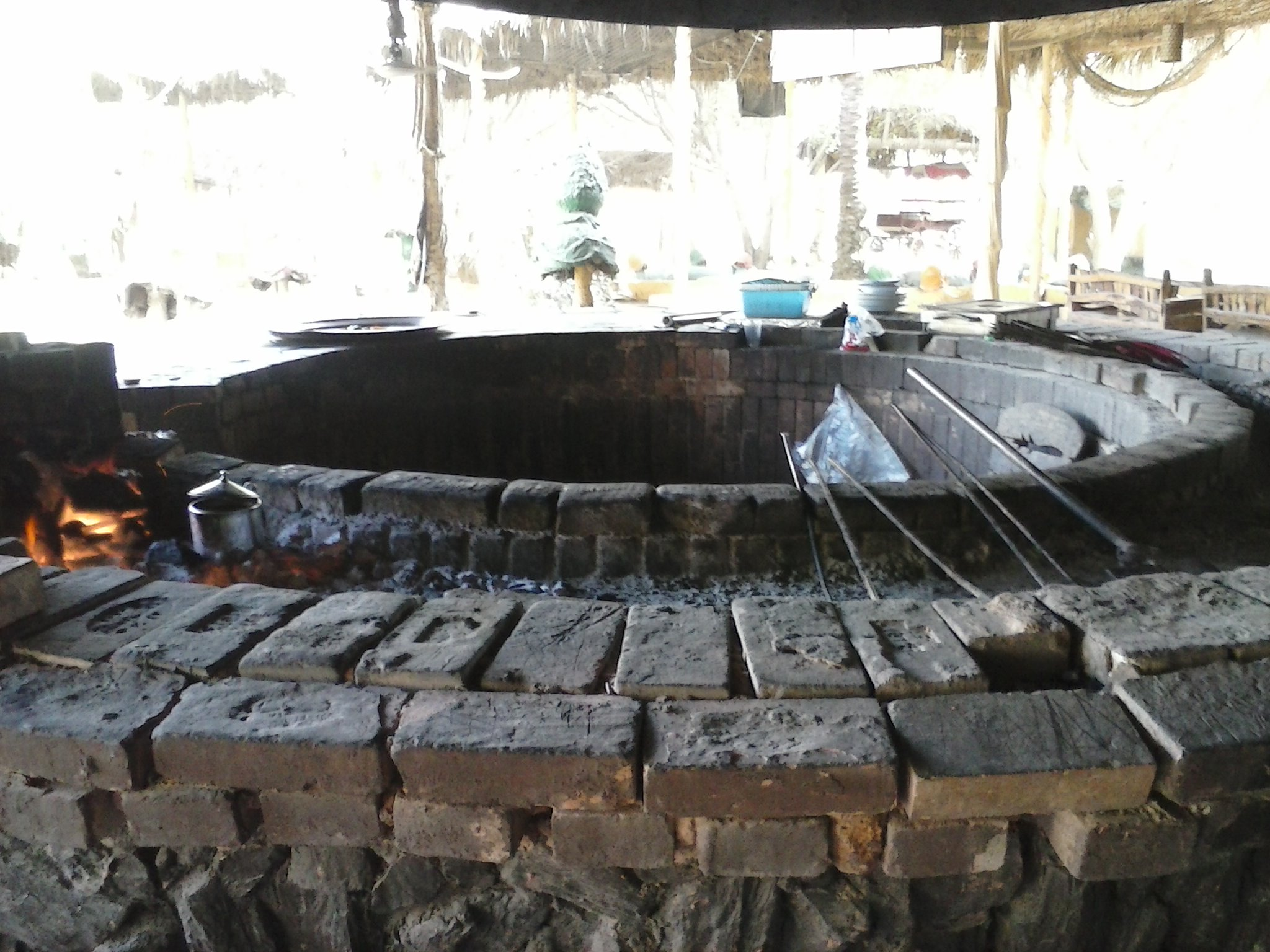
شواية على الفحم في مطعم مصري
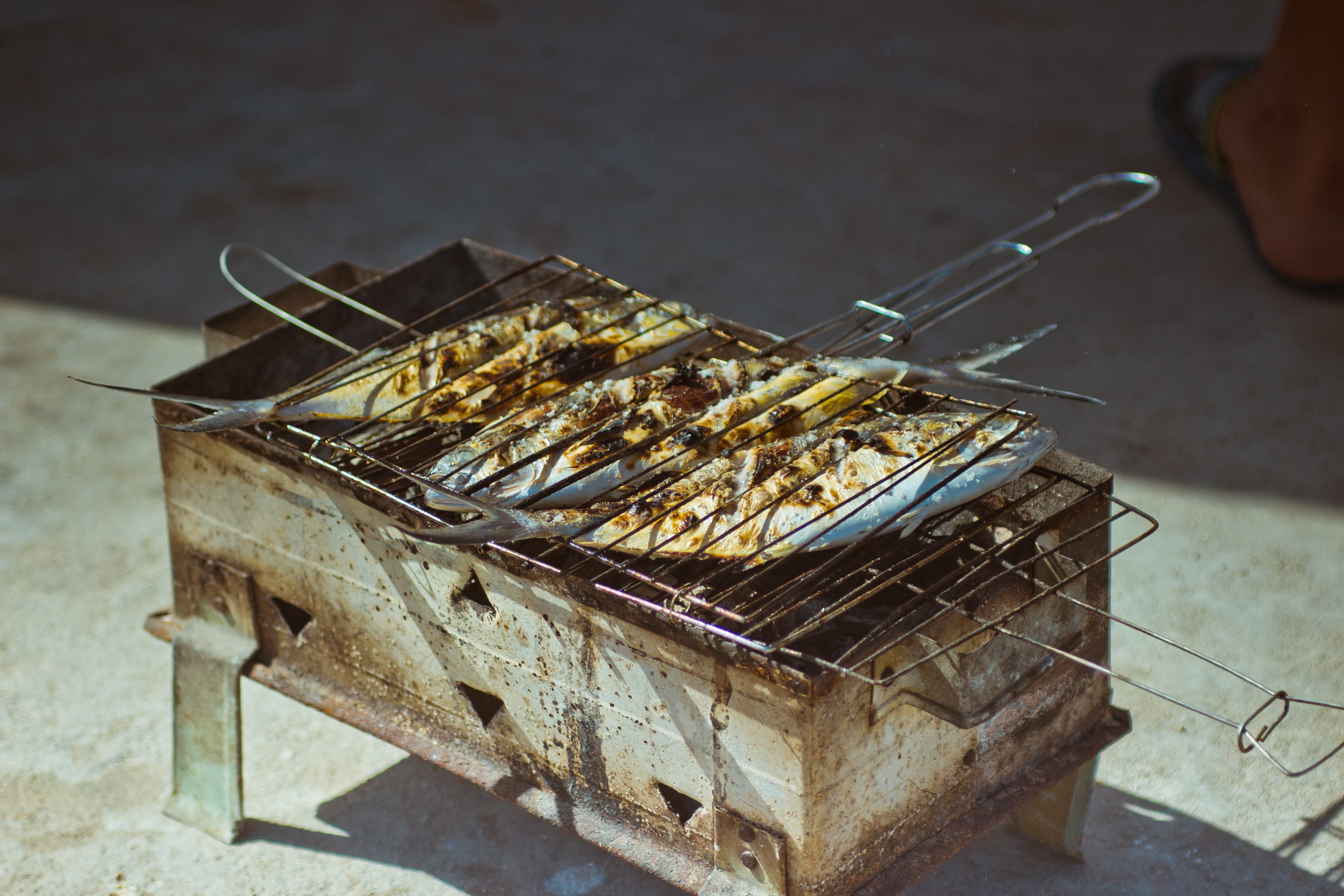
سردين مشوي